# 南門駅 (慈江道)
南門駅（ナンムンえき）は朝鮮民主主義人民共和国慈江道江界市に位置する朝鮮民主主義人民共和国鉄道省江界線の駅である。

## 隣の駅
江界線
新江界駅 - 南門駅 - 東部駅